# Saelices el Chico (kommunhuvudort)
Saelices el Chico är en kommunhuvudort i Spanien.   Den ligger i provinsen Provincia de Salamanca och regionen Kastilien och Leon, i den centrala delen av landet, 250 km väster om huvudstaden Madrid. Saelices el Chico ligger 658 meter över havet och antalet invånare är 153.
Terrängen runt Saelices el Chico är platt åt sydväst, men åt nordost är den kuperad. Runt Saelices el Chico är det ganska tätbefolkat, med 52 invånare per kvadratkilometer. Närmaste större samhälle är Ciudad Rodrigo, 11,4 km sydost om Saelices el Chico. 